# Guldfläckig taggmakrill
Guldfläckig taggmakrill (Carangoides fulvoguttatus) är en fiskart som först beskrevs av Forsskål, 1775.  Guldfläckig taggmakrill ingår i släktet Carangoides och familjen taggmakrillfiskar. Inga underarter finns listade i Catalogue of Life.